# Hermann Ende
Hermann Gustav Louis Ende (ur. 4 marca 1829 w Gorzowie Wielkopolskim, zm. 10 sierpnia 1907 w Berlinie-Wannsee) – niemiecki architekt, wykładowca Akademii Budowlanej i Uniwersytetu Technicznego w Berlinie. Zaprojektował razem z Wilhelmem Böckmannem m.in. budynek Ministerstwa Sprawiedliwości w Tokio w 1895.

## Życiorys
W 1836 przeprowadził się z rodziną do Berlina, gdzie po ukończeniu Köllnisches Gymnasium i odbyciu szkolenia zawodowego jako geodeta, studiował architekturę na Akademii Budowlanej (niem. Bauakademie) (1852–1855). W 1852 złożył egzamin na kierownika budowy a w 1859 egzamin na architekta. W latach 1860–1895 prowadził z Wilhelmem Böckmannem wspólne biuro architektoniczne Ende und Böckmann. Od 1874 członek Akademie der Künste. W latach 1878–1887 wykładał na Akademii Budowlanej i Uniwersytecie Technicznym w Berlinie. W 1879 współzałożyciel Zrzeszenia Architektów Berlińskich (niem. Vereinigung Berliner Architekten). W 1891 został odznaczony Pour le Mérite za Naukę i Sztukę

## Działalność

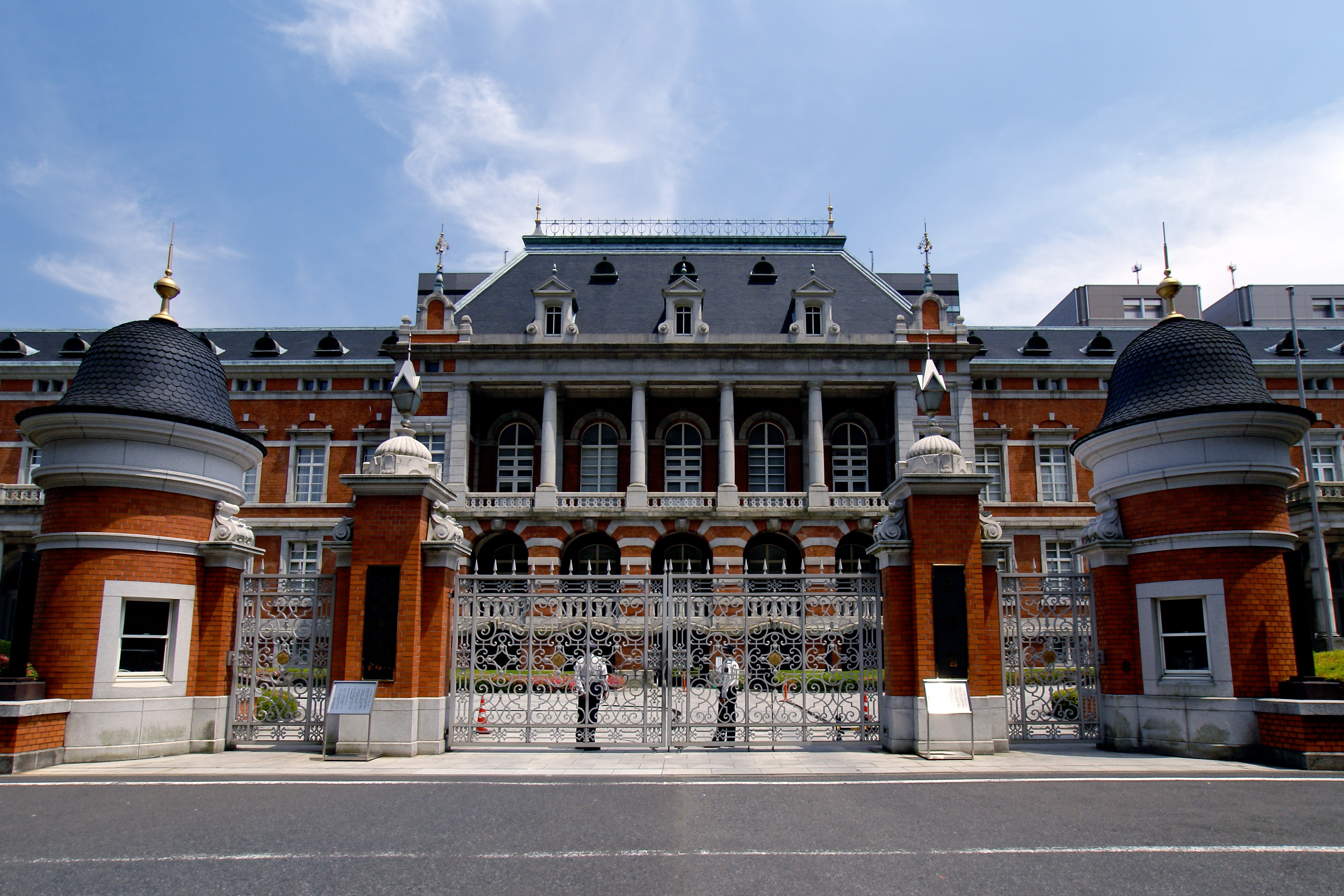
Gmach japońskiego Ministerstwa Sprawiedliwości w Tokio

Biuro projektowe Ende und Böckmann otrzymało zlecenie na zaprojektowanie gmachu parlamentu, Ministerstwa Sprawiedliwości i Sądu Najwyższego Japonii. Jednak pierwsze projekty zostały odrzucone przez rząd japoński z powodu zbyt wielu zapożyczeń z tradycyjnej architektury japońskiej – nowe budynki miały być utrzymane w stylu zachodnim. Po rewizji planów, wzniesiono gmachy ministerstwa (1895) i sądu (1896). Projektu parlamentu nigdy nie zrealizowano – rząd zerwał umowę z firmą w 1890 z powodu zbyt wysokich kosztów.

## Wybrane dzieła
- 1860–1862 – willa von der Heydta w Berlinie (razem z Gustavem Adolphem Linke)[1][2]

Razem z Wilhelmem Böckmannem, m.in.:
- 1865/66 i 1875/76 – Grand Hotel de Rome przy Unter den Linden 10[1] (wyburzony w 1910, obecnie Römischer Hof)
- 1872–1874 – gmach Deutschen-Union-Banku przy Behrenstrasse 9–10 w Berlinie[1]
- 1875/76 – budynki Zrzeszenia Architektów Berlińskich przy Wilhelmstrasse 92/93 (nieistniejące)[1]
- liczne wille i domu mieszkalne w berlińskiej dzielnicy Tiergarten[1]
- 1895 – gmach japońskiego Ministerstwa Sprawiedliwości w Tokio
- 1896 – gmach japońskiego Sądu Najwyższego (nieistniejący)[5]